# Коваль Костянтин Іванович
Костянтин Іванович Коваль (нар. 18 березня 1908, місто Бердянськ, тепер Запорізької області — 12 лютого 1999, місто Москва, Російська Федерація) — радянський державний діяч, начальник Головного управління у справах економічних зв'язків з країнами народної демократії при Раді міністрів СРСР. Кандидат у члени ЦК КПРС у 1956—1957 роках. 

## Життєпис
У 1929 році закінчив Ленінградське морське училище.
З травня 1929 року — машиніст торгового флоту, механік, начальник цеху, заступник головного інженера заводу.
Член ВКП(б) з 1938 року.
У березні 1941 — квітні 1945 року — заступник народного комісара важкого машинобудування СРСР.
У квітні — червні 1945 року — 1-й заступник уповноваженого Особливого комітету при Державному комітеті оборони СРСР на 1-му Українському фронті. У червні — вересні 1945 року — заступник уповноваженого Особливого комітету при Державному комітеті оборони СРСР в окупованій Німеччині.
5 вересня — 12 грудня 1945 року — 1-й заступник помічника головноначальника Радянської військової адміністрації в Німеччині з економічних питань. 12 грудня 1945 — 1946 року — помічник головноначальника Радянської військової адміністрації в Німеччині з економічних питань.
У 1946 — 13 травня 1948 року — заступник головноначальника Радянської військової адміністрації в Німеччині з економічних питань. 13 травня 1948 — листопаді 1949 року — 1-й заступник головноначальника Радянської військової адміністрації в Німеччині з економічних питань.
У листопаді 1949 — червні 1950 року — 1-й заступник голови Радянської контрольної комісії в Німеччині з економічних питань.
У червні — листопаді 1950 року — заступник міністра важкого машинобудування СРСР.
У листопаді 1950 — січні 1955 року — заступник міністра зовнішньої торгівлі СРСР.
У січні 1955 — лютому 1957 року — начальник Головного управління у справах економічних зв'язків з країнами народної демократії при Раді міністрів СРСР.
У лютому 1957 отримав сувору догану з попередженням за «проступки, які порочать його як комуніста і керівного робітника», виведений із кандидатів у члени ЦК КПРС, знятий з посади і відправлений «працювати на виробництво».
Потім — на пенсії в місті Москві.
Помер 12 лютого 1999 року. Похований на Введенському цвинтарі в Москві.

## Нагороди
- два ордени Леніна (24.06.1948,)
- медаль «За оборону Москви» (1944)
- медаль «За перемогу над Німеччиною у Великій Вітчизняній війні 1941—1945 рр.» (1945)
- медаль «За доблесну працю у Великій Вітчизняній війні 1941—1945 рр.» (1945)
- медалі